# Anthurium tolimense
Anthurium tolimense är en kallaväxtart som beskrevs av Adolf Engler. Anthurium tolimense ingår i släktet Anthurium och familjen kallaväxter. Inga underarter finns listade.